# Renault Type KO
Der Renault Type KO, auch 40 CV genannt, war ein Personenkraftwagenmodell der Zwischenkriegszeit von Renault.

## Beschreibung
Renault bot dieses Modell im Jahre 1923 an. Es war die sportliche Variante des Renault Type MC und hatte weder Vorgänger noch Nachfolger.
Der wassergekühlte Sechszylindermotor mit 110 mm Bohrung und 160 mm Hub hatte 9123 cm³ Hubraum. Die Motorleistung wurde über eine Kardanwelle an die Hinterachse geleitet. 
Bei einem Radstand von 380,1 cm und einer Spurweite von 144 cm war das Fahrzeug  493 cm lang und 170 cm breit.